# FC Linz
FC Linz a fost un club de fotbal austriac, din Linz, Austria Superioară. Clubul a fost fondat pe 30 iunie 1946 cu denumirea SV Eisen und Stahl 1946 Linz, fiind echipa de fotbal a companiei publice VÖEST (în prezent Voestalpine). În 1949, echipa a fost redenumită în SK VÖEST Linz.
Echipa a promovat treptat până în prima ligă, și, în sezonul 1973–74 a devenit campioană a Austriei. În 1991 compania a încetat să mai finanțeze echipa, și clubul a fost redenumit în FC Stahl Linz, iar în 1993 a fost redenumită în FC Linz. Din cauza problemelor financiare, clubul s-a desființat în anul 1997, prin fuziunea cu rivala LASK Linz.
În același an apare clubul FC Blau-Weiß Linz care a preluat tradițiile clubului desființat.

## Palmares
- Bundesliga (1): 1974

Vice-campioană (2): 1975, 1980
- Cupa Austriei

Finalistă (2): 1978, 1994
- Erste Liga (2): 1991, 1996
- Liga Regională Centrală a Austriei (1): 1969

## Evoluții în Europa
| Sezon   | Competiția                | Runda | Țara            | Club              | Rezultate        |
| ------- | ------------------------- | ----- | --------------- | ----------------- | ---------------- |
| 1972/73 | Cupa UEFA                 | 1     | Germania de Est | Dynamo Dresden    | 0–2 (D), 2–2 (A) |
| 1974/75 | Cupa Campionilor Europeni | Qual  | Spania          | FC Barcelona      | 0–0 (A), 0–5 (D) |
| 1975/76 | Cupa UEFA                 | 1     | Ungaria         | Budapest Vasas SC | 2–0 (A), 0–4 (D) |
| 1980/81 | Cupa UEFA                 | 1     | Cehoslovacia    | TJ Zbrojovka Brno | 1–3 (D), 0–2 (A) |